# لاورنس آلما-تادما

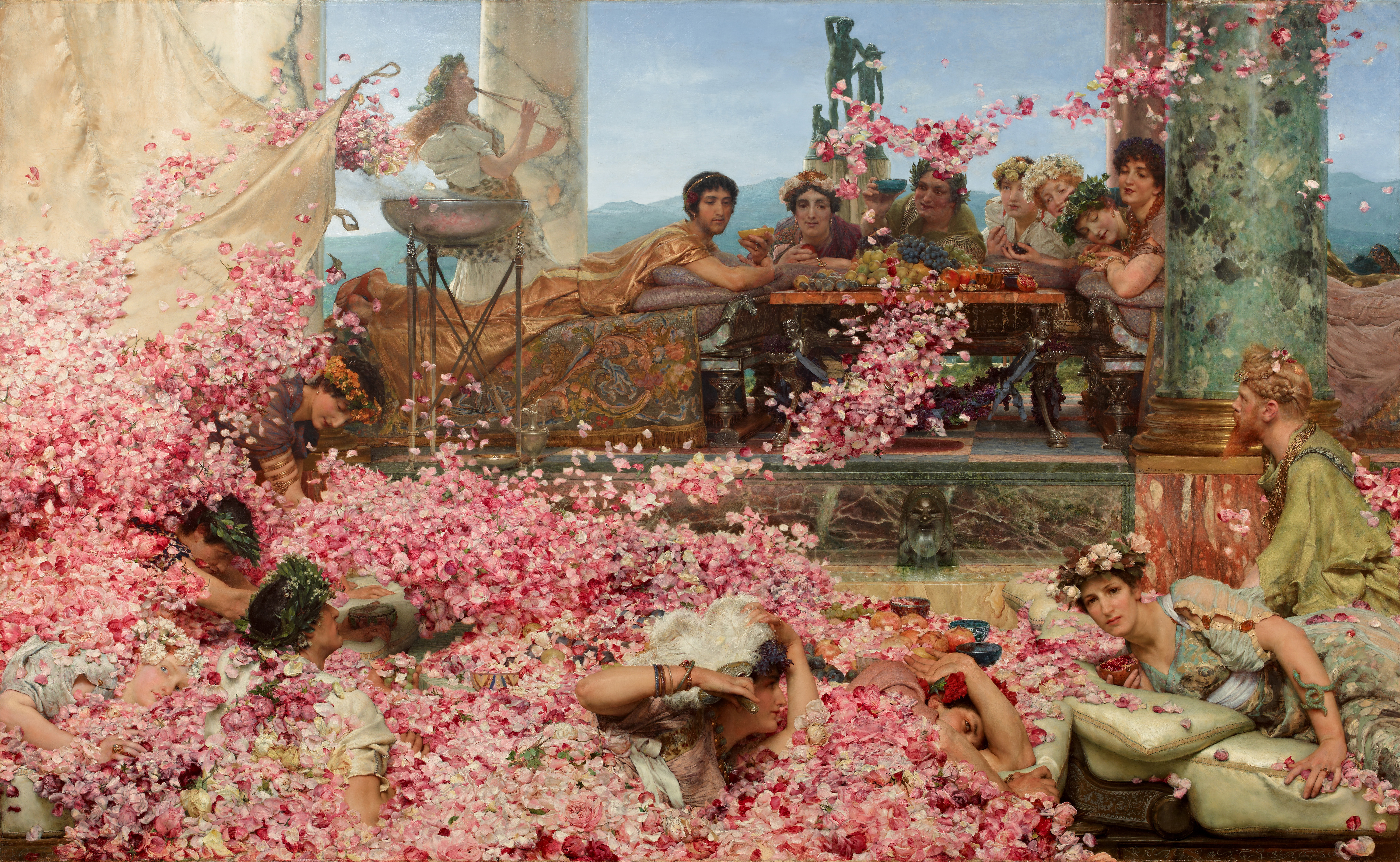
رزهای هلیوگابال، یکی از مشهورترین آثار تادما که امروزه در مجموعه خصوصی قرار دارد

لاورنس آلما-تادما (انگلیسی: Lawrence Alma-Tadema; ۸ ژانویهٔ ۱۸۳۶ – ۲۵ ژوئن ۱۹۱۲) یک نقاش هنر آکادمیک اهل بریتانیا بود. تادما متولد درون‌ریپ هلند بود و آموزش دیدهٔ آکادمی سلطنتی هنرهای زیبای آنتورپ بلژیک بود. او در سال ۱۸۷۰ ساکن انگلستان شد و باقی عمرش را در آنجا گذراند. کارهای او اغلب در زمینهٔ کلاسیک بود و عمدهٔ شهرت وی به دلیل طراحی تصاویر مربوط به تجمل و رفاه و همچنین انحطاط امپراتوری روم می‌باشد، چهره‌های پژمرده در فضای سنگ‌فرش مرمر، افسانه‌ها یا سوژه‌هایی در یک پس‌زمینهٔ خیره‌کنندهٔ آبی دریا و آسمان مدیترانه‌ای از جمله علایق او در نقاشی بود.
در میان آثار وی به دلیل نقش‌آفرینی اروپای دوران قدیم و پرداختن به این موضوع مورد ستایش قرار گرفت، کارهای او با عنوان بی‌احترامی و بی‌شرمی پس از مرگش باعث فراموشی و سقوط او گردید و تنها پس از دههٔ ۱۹۶۰ به بعد و با ارزیابی‌های دوباره در قرن نوزدهم مورد تجلیل قرار گرفت

## زندگی

### اوایل زندگی
آلما تادما در ۸ ژانویه ۱۸۳۶ در روستای دورونریپ در استان فریسلند در شمال هلند متولد شد. نام خانوادگی Tadema یک نام خانوادگی قدیمی فریزی است، به معنی «پسر تاد»، در حالی که نام‌های Lourens و Alma از پدرخوانده او آمده‌است. او ششمین فرزند پیتر ژیلتس تادما (۱۷۹۷–۱۸۴۰)، دفتر اسناد رسمی روستا، و سومین فرزند هینکه دیرکس بروور (حدود 1800-1863) بود. پدرش از ازدواج قبلی سه پسر داشت. اولین فرزند والدینش در سنین پایین مرد و دومی آرتیه نام داشت (ج. ۱۸۳۴–۱۸۷۶) که به لورنس محبت زیادی داشت.

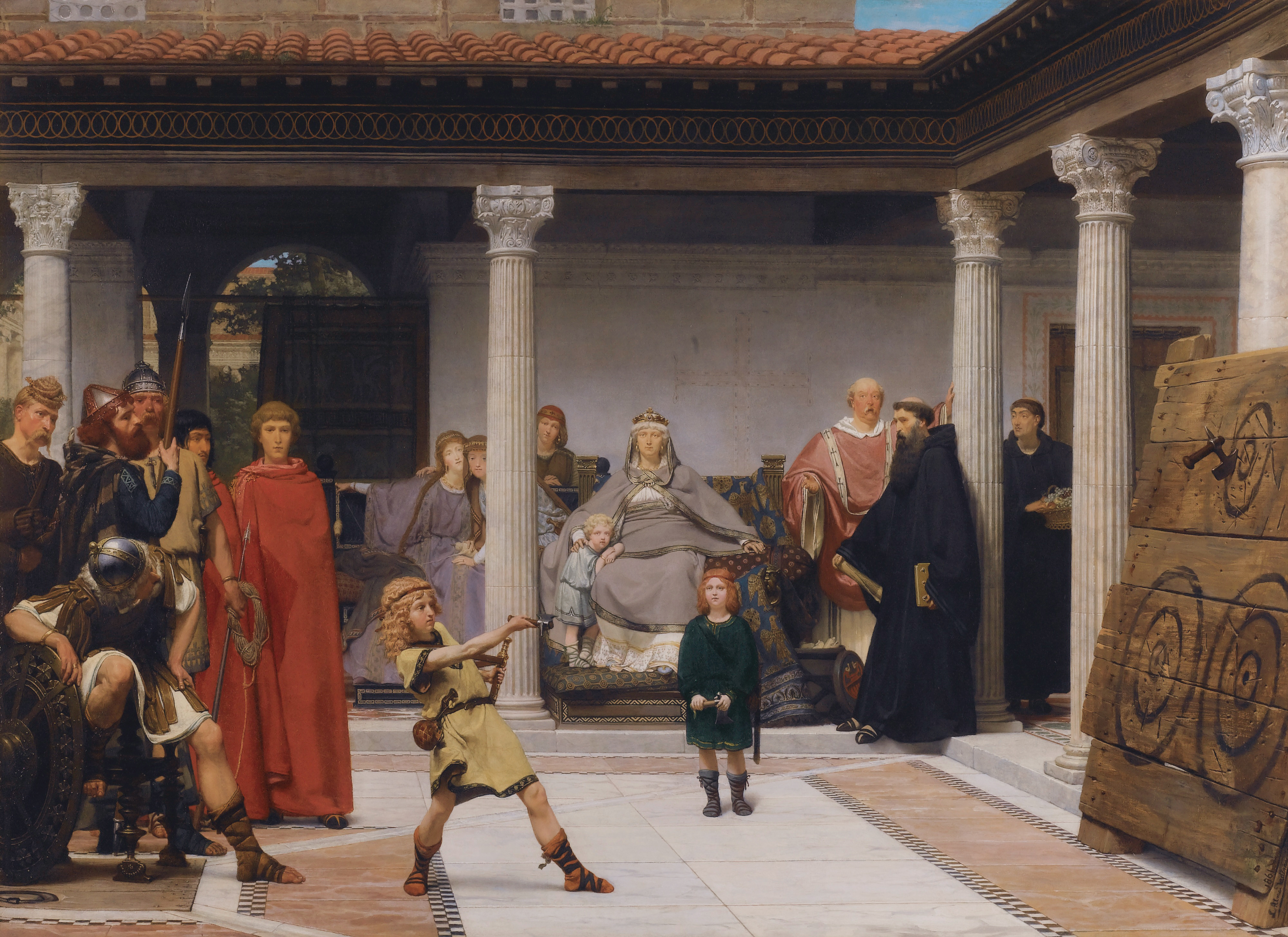
اثر اولیه ای از لورنس آلما تادما

خانواده تادما در سال ۱۸۳۸ به شهر مجاور لیواردن نقل مکان کردند، جایی که موقعیت پیتر به عنوان سردفتر پرسودتر بود. پدرش زمانی که لورن چهار ساله بود درگذشت و مادرش را با پنج فرزند ترک کرد: لورن، خواهرش و سه پسر از ازدواج اول پدرش. مادرش تمایلات هنری داشت و تصمیم گرفت که آموزش طراحی باید در آموزش کودکان گنجانده شود. او اولین آموزش هنری خود را نزد یک استاد طراحی محلی که برای آموزش برادران ناتنی بزرگترش استخدام شده بود، گذراند.
قرار بود پسر وکیل شود. اما در سال ۱۸۵۱ در سن پانزده سالگی دچار شکست جسمی و روانی شد. او که به عنوان مصرف‌کننده تشخیص داده شد و فقط مدت کوتاهی برای زندگی در نظر گرفته شد، اجازه یافت روزهای باقی مانده خود را در اوقات فراغت، طراحی و نقاشی بگذراند. او که به حال خود رها شده بود، سلامتی خود را بازیافت و تصمیم گرفت به عنوان یک هنرمند حرفه ای هنر را دنبال کند.

#### مهاجرت به بلژیک
در سال ۱۸۵۲ وارد آکادمی سلطنتی آنتورپ در بلژیک شد و در آنجا هنر اولیه هلندی و فلاندری را زیر نظر گوستاف واپرز مطالعه کرد. در طول چهار سالی که آلما تادما به عنوان دانشجوی ثبت نام شده در آکادمی مشغول به کار بود، جوایز متعددی را از آن خود کرد.
آموزش فرزندان کلوویس (۱۸۶۱)، رنگ روغن روی بوم، ۱۲۷ × ۱۷۶٫۸ سانتی‌متر، مجموعه خصوصی. ملکه کلوتیلد، همسر پادشاه کلوویس، نشان داده می‌شود که سه فرزند خردسال خود را آموزش می‌دهد تا هنر پرتاب تبر را برای انتقام از مرگ پدرش بگیرد.
قبل از ترک آکادمی، در اواخر سال ۱۸۵۵، او دستیار نقاش و پروفسور لوئیس (لودویک) یان دی تائی شد، که دوره‌های تاریخ و لباس‌های تاریخی او را در آکادمی بسیار دوست داشت. اگرچه دو تائی نقاش برجسته ای نبود، آلما تادما به او احترام گذاشت و دستیار او در استودیو شد و به مدت سه سال با او کار کرد. د تائی او را با کتاب‌هایی آشنا کرد که در اوایل کارش بر تمایل او برای به تصویر کشیدن موضوعات مرووینگ تأثیر گذاشت. او تشویق شد تا دقت تاریخی را در نقاشی‌هایش به تصویر بکشد، ویژگی ای که این هنرمند به آن شهرت یافت.
اثر اولیه بدون اعتبار از آلما تادما، با همکاری هندریک لیز در تالار شهر آنتورپ
Alma-Tadema استودیوی Taeye را در نوامبر ۱۸۵۸ ترک کرد و به Leeuwarden بازگشت و قبل از اقامت در آنتورپ، جایی که او شروع به کار با نقاش بارون یان اوت هندریک لیز کرد، که یکی از استودیوهای بسیار مورد توجه در بلژیک بود. آلما تادما تحت هدایت او اولین اثر مهم خود را به تصویر کشید: آموزش فرزندان کلوویس (۱۸۶۱). این نقاشی هنگامی که در آن سال در کنگره هنری در آنتورپ به نمایش گذاشته شد، شور و هیجانی را در میان منتقدان و هنرمندان ایجاد کرد. گفته می‌شود که شالوده شهرت و شهرت او را گذاشته‌است. آلما تادما گفت که اگرچه لیز نقاشی تکمیل شده را بهتر از آنچه که انتظارش را داشت فکر می‌کرد، او نسبت به برخورد با سنگ مرمر که آن را با پنیر مقایسه می‌کرد، انتقاد داشت. او با هندریک لیز در مجموعه نقاشی‌های دیواری در تالار لیز در طبقه دوم تالار شهر آنتورپ که لحظات مهمی از تاریخ هلند را به تصویر می‌کشد، همکاری کرد.
Alma-Tadema این انتقاد را بسیار جدی گرفت و باعث شد که تکنیک خود را بهبود بخشد و به برجسته‌ترین نقاش سنگ مرمر و گرانیت رنگارنگ در جهان تبدیل شود. علیرغم هرگونه سرزنش استادش، «آموزش فرزندان کلوویس» با استقبال خوبی از سوی منتقدان و هنرمندان مواجه شد و در نهایت خریداری شد و متعاقباً به پادشاه بلژیک لئوپولد داده شد.

## آثار اولیه

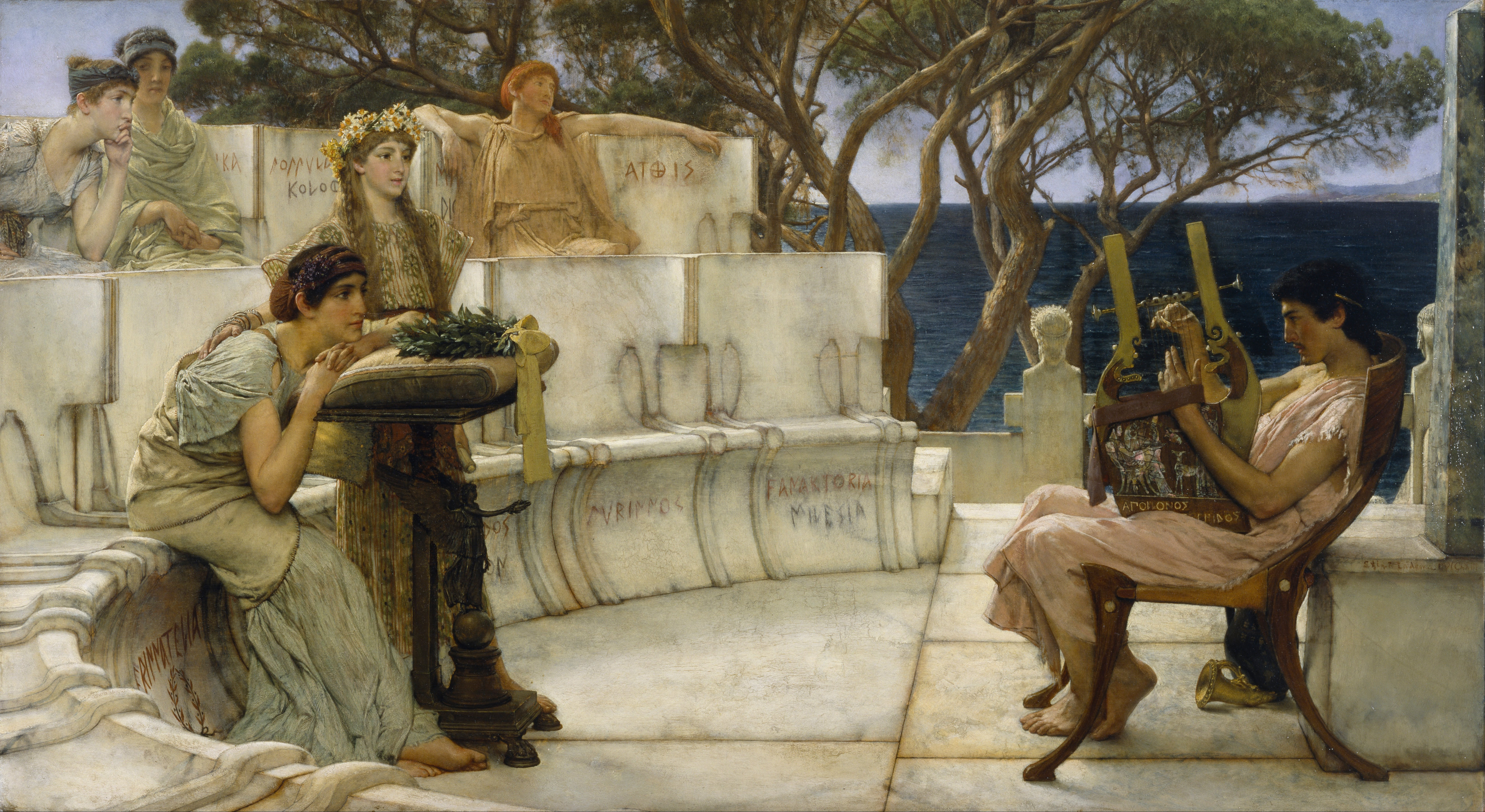
سافو و الکاوس ۱۸۸۱

موضوعات مرووینگ تا اواسط دهه ۱۸۶۰ موضوع مورد علاقه نقاش بود. با این حال موضوعات مرووینگی جذابیت بین‌المللی گسترده‌ای نداشتند، بنابراین او به موضوعات زندگی در مصر باستان، که محبوب تر بودند، روی آورد. در سال ۱۸۶۲ آلما تادما استودیوی لیز را ترک کرد و کار خود را آغاز کرد و خود را به عنوان یک هنرمند برجسته اروپایی با موضوع کلاسیک تثبیت کرد.
" این گوشه ماست ": پرتره ای از دختران هنرمند، آنا و لورنس آلما تادما (۱۸۷۳)
سال ۱۸۶۳ قرار بود مسیر زندگی شخصی و حرفه‌ای آلما تادما را تغییر دهد: در ۳ ژانویه مادر ناتوان او درگذشت و در ۲۴ سپتامبر در تالار شهر آنتورپ با ماری-پلین گرسین-دومولین دو بویزگیرارد، دختر یوژن ازدواج کرد. گرسین-دومولن، روزنامه‌نگار فرانسوی که در نزدیکی بروکسل زندگی می‌کند. هیچ چیز از ملاقات آنها و اطلاعات کمی از خود پولین در دست نیست، زیرا آلما تادما پس از مرگش در سال ۱۸۶۹ هرگز در مورد او صحبت نکرد. حضور در استودیوی من (۱۸۶۷). این زوج سه فرزند داشتند. پسر بزرگ و تنها پسر آنها تنها چند ماه زندگی کرد که بر اثر آبله مرد. دو دختر آنها، لارنس (۱۸۶۵–۱۹۴۰) و آنا (۱۸۶۷–۱۹۴۳)، هر دو تمایلات هنری داشتند: اولی در ادبیات، دومی در هنر. هیچ‌کدام ازدواج نکردند
آلما تادما و همسرش ماه عسل خود را در فلورانس، رم، ناپل و پمپئی گذراندند. این اولین سفر او به ایتالیا بود که علاقه او را به تصویر کردن زندگی یونان و روم باستان افزایش داد، به ویژه دومی، زیرا او الهام جدیدی را در خرابه‌های پمپئی پیدا کرد، که او را مجذوب خود کرد و الهام بخش بسیاری از کارهایش در دهه‌های آینده بود. در آنجا با Geremia Discanno، نقاش ایتالیایی ملاقات کرد که توسط باستان‌شناس جوزپه فیورلی برای بازتولید نقاشی‌های دیواری درخشان کشف شده در حفاری‌های پمپئی و هرکولانیوم مأمور شده بود. قبل از اینکه از قرار گرفتن در معرض محو شوند. او قبل از مرگ دیسکانو در سال ۱۹۰۷ چندین بار با دیسکانو مشورت کرد تا مطمئن شود که نقاشی‌های او از دوران باستان منعکس کننده سبک زندگی ساکنان دنیای یونانی-رومی است.
در تابستان ۱۸۶۴، تادما با ارنست گمبارت، تأثیرگذارترین ناشر چاپ و فروشنده آثار هنری در آن دوره، ملاقات کرد. گمبارت به شدت تحت تأثیر کار تادما قرار گرفت که در آن زمان شطرنج بازان مصری را نقاشی می‌کرد (۱۸۶۵). فروشنده که فوراً هدایای غیرعادی نقاش جوان را تشخیص داد، به او سفارش بیست و چهار عکس داد و ترتیبی داد که سه تا از نقاشی‌های تادما در لندن به نمایش درآیند. در سال ۱۸۶۵، Tadema به بروکسل نقل مکان کرد و در آنجا به عنوان شوالیه از Order of Leopold نام گرفت.
در ۲۸ مه ۱۸۶۹، پس از سال‌ها بیماری، پائولین در سن ۳۲ سالگی بر اثر آبله در Schaerbeek در بلژیک درگذشت. مرگ او تادما را ناامید و افسرده کرد. او تقریباً چهار ماه نقاشی را کنار گذاشت. خواهرش آرتی که با خانواده زندگی می‌کرد، به دو دختر پنج و دو ساله اش کمک کرد. آرتی نقش خانه‌دار را بر عهده گرفت و تا سال ۱۸۷۳ که ازدواج کرد در کنار خانواده ماند.

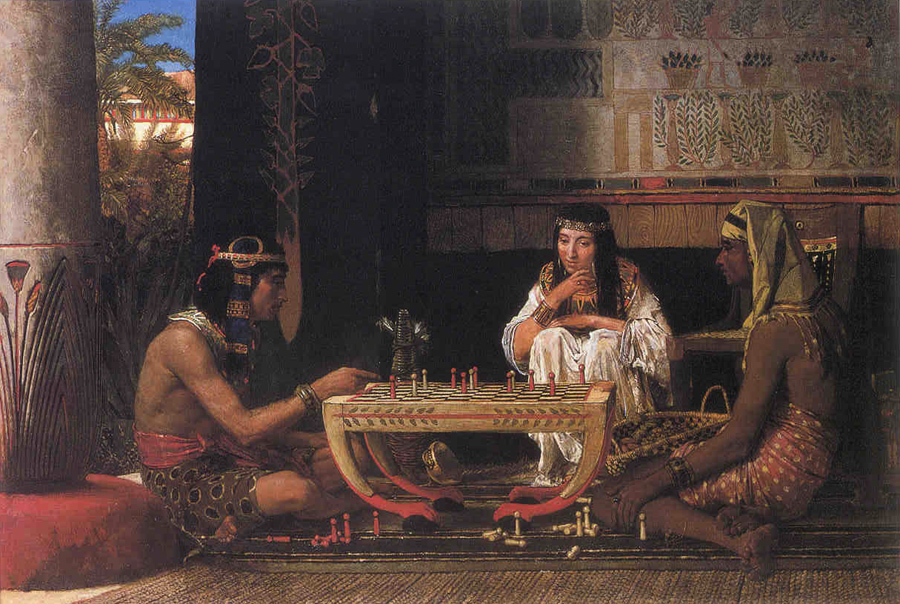
شطرنج بازان مصری۱۸۶۵

در طول تابستان خود تادما از یک مشکل پزشکی رنج می‌برد که پزشکان در بروکسل قادر به تشخیص آن نبودند. گمبارت در نهایت به او توصیه کرد که برای نظر پزشکی دیگر به انگلستان برود. اندکی پس از ورود او به لندن در دسامبر ۱۸۶۹، آلما تادما به خانه نقاش فورد مادوکس براون دعوت شد. در آنجا با لورا ترزا اپس که هفده ساله بود آشنا شد و در همان نگاه اول عاشق او شد.

### مهاجرت یه انگلستان
شروع جنگ فرانسه و پروس در ژوئیه ۱۸۷۰ آلما تادما را تشویق کرد تا قاره را ترک کند و به لندن برود. شیفتگی او به لورا اپس نقش بزرگی در نقل مکان او به انگلستان داشت و علاوه بر این گمبارت احساس می‌کرد که این حرکت برای حرفه هنرمند مفید خواهد بود. در بیان دلایل خود برای این حرکت، تادما به سادگی گفت: «من همسر اولم را از دست دادم، یک بانوی فرانسوی که در سال ۱۸۶۳ با او ازدواج کردم، در سال ۱۸۶۹. همیشه تمایل زیادی به لندن داشتم، تنها جایی که تا آن زمان کار من در آن جا بود. وقتی با خریداران ملاقات کرده بودم، تصمیم گرفتم قاره را ترک کنم و در انگلستان مستقر شوم، جایی که یک خانه واقعی پیدا کرده‌ام.»
Lawrence Alma-Tadema نوشته JP Mayall از Artists at Home, Photogravure، منتشر شده در سال ۱۸۸۴، بخش مجموعه‌های تصویر، کتابخانه ملی گالری هنر، واشینگتن، دی سی

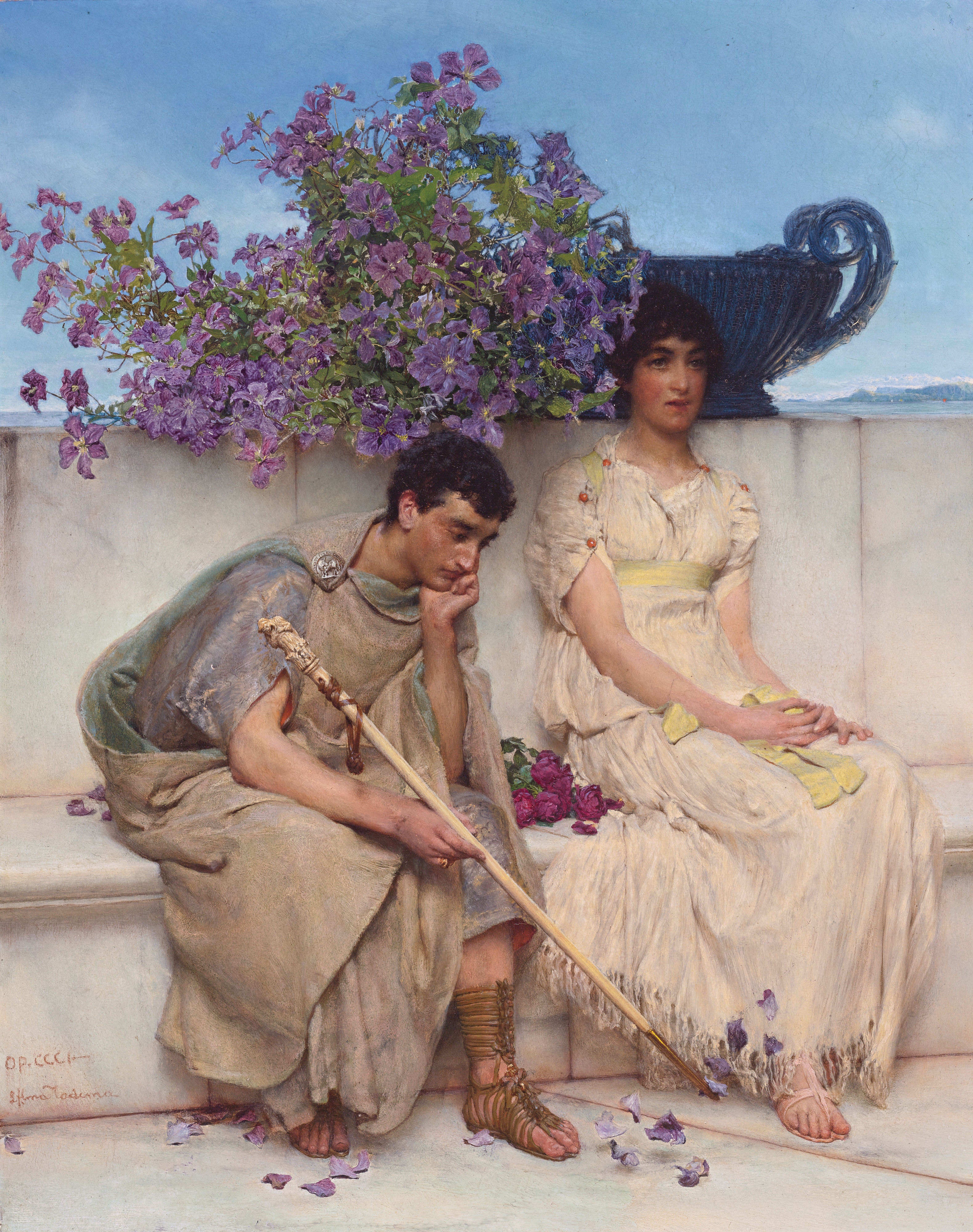
سکوت فصیح خلق شده در ۱۸۹۰

آلما تادما با دختران کوچکش و خواهرش آتیه در آغاز سپتامبر ۱۸۷۰ به لندن رسید. نقاش برای تماس با لورا وقت خود را تلف نکرد و قرار شد که او به او درس نقاشی بدهد. در یکی از اینها پیشنهاد ازدواج داد. از آنجایی که او در آن زمان سی و چهار سال داشت و لورا اکنون فقط هجده سال داشت، پدرش در ابتدا با این ایده مخالف بود. دکتر اپس سرانجام با این شرط موافقت کرد که باید منتظر بمانند تا یکدیگر را بهتر بشناسند. آنها در ژوئیه ۱۸۷۱ ازدواج کردند. لورا، تحت نام متأهل خود، همچنین به عنوان یک هنرمند شهرت بالایی به دست آورد و پس از ازدواج در بسیاری از بوم‌های آلما تادما ظاهر می‌شود (زنان آمفیسا)(۱۸۸۷) نمونه قابل توجهی است). این ازدواج دوم بادوام و شاد بود، هرچند بدون فرزند، و لورا نامادری آنا و لارنس شد. آنا نقاش شد و لارنس رمان‌نویس.
در انگلستان او ابتدا نام Laurence Alma Tadema را به جای Lourens Alma Tadema برگزید و بعداً از املای انگلیسی لورنس برای نام خود استفاده کرد. او همچنین آلما را در نام خانوادگی خود گنجاند، به طوری که در ابتدای کاتالوگ‌های نمایشگاه، به جای زیر «T»، زیر «A» ظاهر شد. او در واقع نام خانوادگی خود را خط خطی نمی‌کرد، اما این کار توسط دیگران انجام شد و از آن زمان به عنوان کنوانسیون تبدیل شد.

### سبک ویکتوریایی
پس از ورود او به انگلستان، جایی که قرار بود بقیه عمر خود را در آنجا بگذراند، حرفه آلما تادما یکی از موفقیت‌های مداوم بود. او به یکی از مشهورترین و پردرآمدترین هنرمندان زمان خود تبدیل شد که مورد قدردانی و پاداش قرار گرفت. در سال ۱۸۷۱ او با بسیاری از نقاشان مهم پیشا رافائلی آشنا شد و با آنها دوست شد و تا حدی به دلیل تأثیر آنها بود که هنرمند پالت خود را درخشان کرد، رنگ‌های خود را متنوع کرد و قلم موی خود را سبک‌تر کرد.
در سال ۱۸۷۲ آلما تادما نقاشی‌های خود را با قرار دادن یک شماره اپوس زیر امضای خود و اختصاص شماره تصاویر قبلی خود در یک سیستم شناسایی سازماندهی کرد. پرتره خواهرم، آرتجه، که در سال ۱۸۵۱ کشیده شده‌است، با شماره اول شماره گذاری شده‌است، در حالی که دو ماه قبل از مرگش، او مقدمات را در کولیزئوم، به پایان رساند. چنین سیستمی باعث می‌شود که تقلبی‌ها به‌عنوان اصل عرضه شوند.

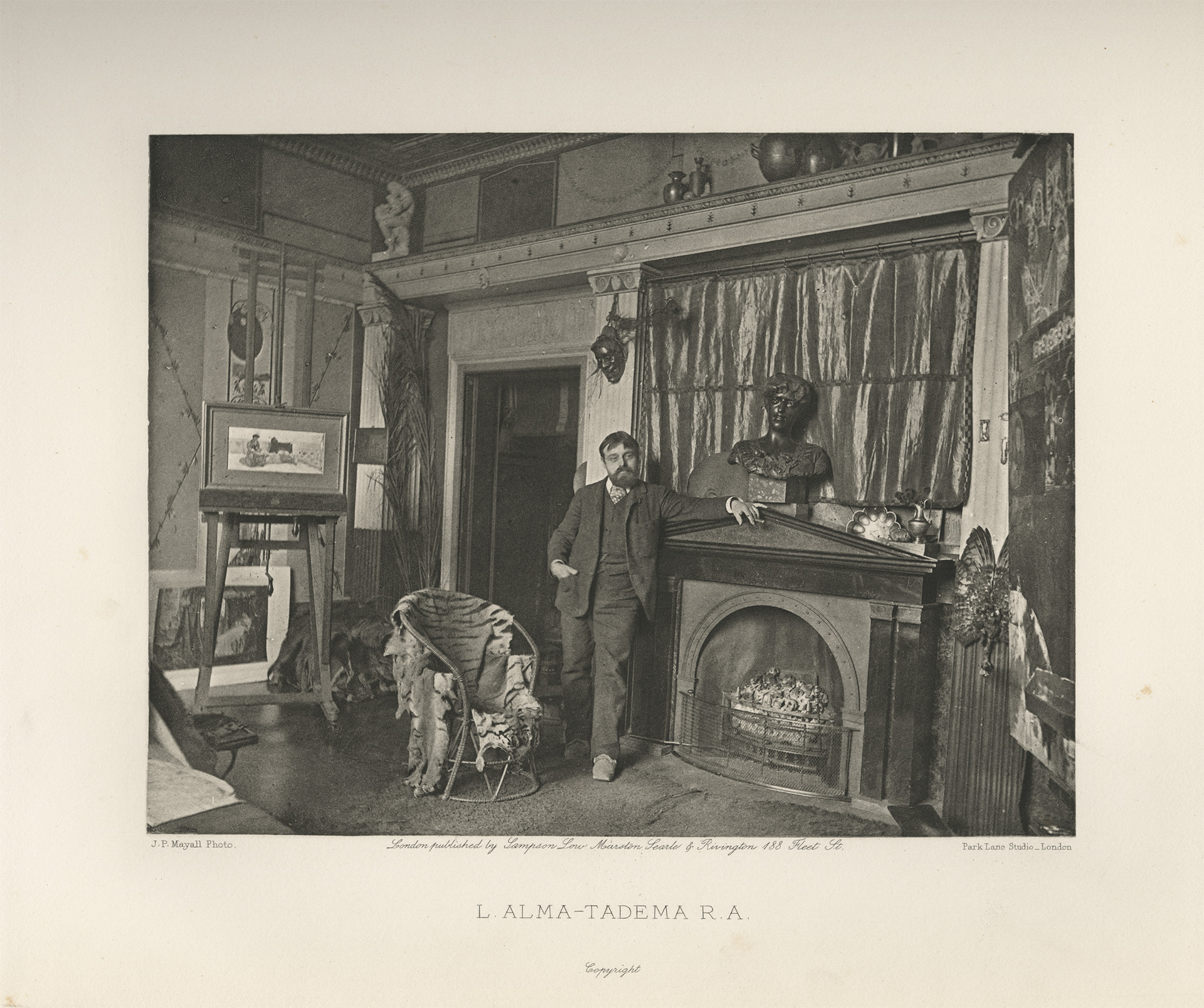
خانه لورنس در ۱۸۸۴

در سال ۱۸۷۳ ملکه ویکتوریا در شورا با ثبت اختراع نامه آلما-تادما و همسرش را تبدیل به آخرین ساکنان بریتانیا کرد. ایجاد شده‌است (روند قانونی از نظر تئوری هنوز در بریتانیا لغو نشده‌است)، با برخی از حقوق ویژه محدود در غیر این صورت فقط به اتباع بریتانیا اعطا می‌شود و از آنها برخوردار می‌شوند (یعنی اکنون آنها را شهروندان بریتانیا می‌نامند). سال قبل او و همسرش سفری در این قاره انجام دادند که پنج ماه و نیم به طول انجامید و آنها را از طریق بروکسل، آلمان و ایتالیا طی کردند. در ایتالیا آلما تادما توانست دوباره خرابه‌های باستانی را تصاحب کند. این بار او چندین عکس خرید، عمدتاً از خرابه‌ها، که مجموعه عظیم او از برگه‌ها را با مواد آرشیوی مورد استفاده در تکمیل نقاشی‌های آینده آغاز کرد. در ژانویه ۱۸۷۶، او یک استودیو در رم اجاره کرد. خانواده در ماه آوریل به لندن بازگشتند و در راه بازگشت از سالن پاریس دیدن کردند. در لندن او مرتباً با هنرمند همکار امیل فوکس ملاقات می‌کرد.
از مهم‌ترین عکس‌های او در این دوره، یک مخاطب در آگریپا (۱۸۷۶) بود. هنگامی که یکی از تحسین کنندگان نقاشی پیشنهاد پرداخت مبلغ قابل توجهی را برای نقاشی با مضمون مشابه داد، آلما تادما به سادگی امپراتور را برگرداند تا نشان دهد که او در حال رفتن است، در پس از تماشاگران.

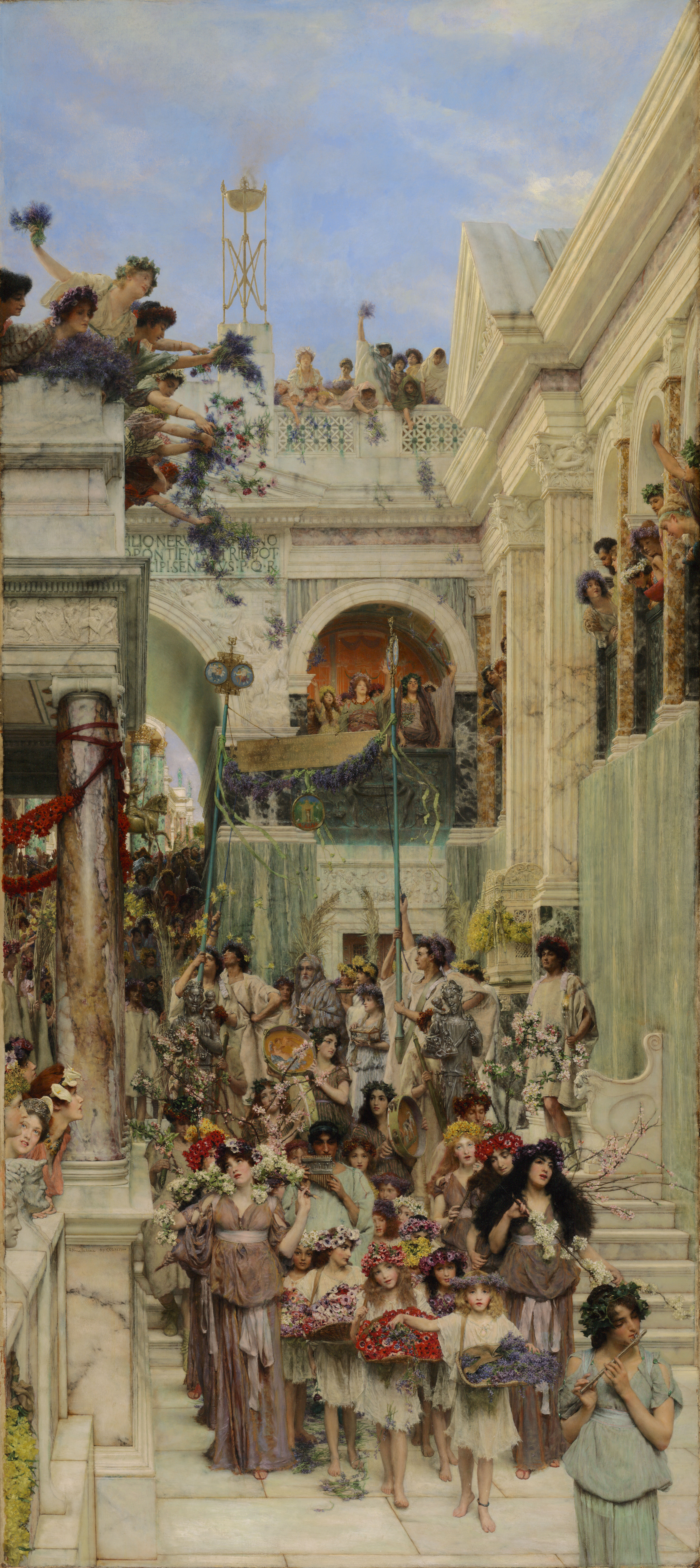
بهار

در ۱۹ ژوئن ۱۸۷۹، آلما تادما به عنوان یک آکادمیک سلطنتی شناخته شد، که شخصاً مهم‌ترین جایزه او بود. سه سال بعد، در گالری گروسونور لندن، مروری بر کل آثار او، شامل ۱۸۵ عکس از او، برگزار شد.
در سال ۱۸۸۳ او به رم و به ویژه به پمپئی بازگشت، جایی که حفاری‌های بیشتری از آخرین بازدید او انجام شده بود. او زمان قابل توجهی را صرف مطالعه سایت کرد و روزانه به آنجا رفت. این گشت و گذارها به او منبع زیادی از موضوع داد، زیرا او شروع به افزایش دانش خود در مورد زندگی روزمره رومی کرد. با این حال، گاهی اوقات، او اشیاء زیادی را در نقاشی‌های خود ادغام می‌کرد که برخی می‌گفتند آنها شبیه کاتالوگ‌های موزه هستند.
یکی از معروف‌ترین نقاشی‌های او گل رز هلیوگابالوس (۱۸۸۸) است – که بر اساس اپیزودی از زندگی امپراتور فاسد روم الاگابالوس (هلیوگابالوس) است، این نقاشی امپراتور را در حال خفه کردن مهمانانش در عیاشی زیر آبشاری از گلبرگ‌های رز به تصویر می‌کشد. شکوفه‌های به تصویر کشیده شده به مدت چهار ماه در زمستان ۱۸۸۷–۱۸۸۸ هر هفته به استودیوی هنرمند در لندن از ریویرای فرانسه فرستاده می‌شد.
از آثار آلما تادما در این دوره می‌توان به بهشت زمینی (۱۸۹۱)، رقبای ناخودآگاه (۱۸۹۳)، بهار (۱۸۹۴)، کولوسئوم (۱۸۹۶) و حمام‌های کاراکالا (۱۸۹۹) اشاره کرد. اگرچه شهرت آلما تادما به نقاشی‌هایش مربوط می‌شود که در دوران باستان انجام می‌شود، او همچنین پرتره، مناظر و آبرنگ می‌کشد و برخی از حکاکی‌ها را خودش می‌سازد (اگرچه بسیاری دیگر از نقاشی‌های او توسط دیگران ساخته شده‌اند).

## شخصیت
خود آلما تادما با وجود جذابیت و فریبندگی آرام نقاشی‌هایش، حس جوانی شیطنت را حفظ کرده بود. او در شوخی‌های عملی‌اش و در فوران‌های ناگهانی بدخلقی‌اش که می‌توانست ناگهان به لبخندی جذاب فروکش کند، کودکانه بود.
آلما تادما در زندگی شخصی خود فردی برونگرا بود و شخصیتی بسیار گرم داشت. او بیشتر ویژگی‌های یک کودک را داشت، همراه با ویژگی‌های یک حرفه ای تمام عیار. او که یک کمال گرا بود، از همه جهات یک کارگر کوشا، اگر چه تا حدودی وسواسی و کارخواه باقی ماند. او یک تاجر عالی و یکی از ثروتمندترین هنرمندان قرن نوزدهم بود. آلما تدما در مسائل پولی به همان اندازه که در کیفیت کارش محکم بود.
به عنوان یک مرد، لارنس آلما تادما یک جنتلمن قوی، سرگرم‌کننده و نسبتاً خوش‌اخلاق بود. هیچ اشاره ای از هنرمند ظریف در مورد او وجود نداشت.

### اواخر زندگی

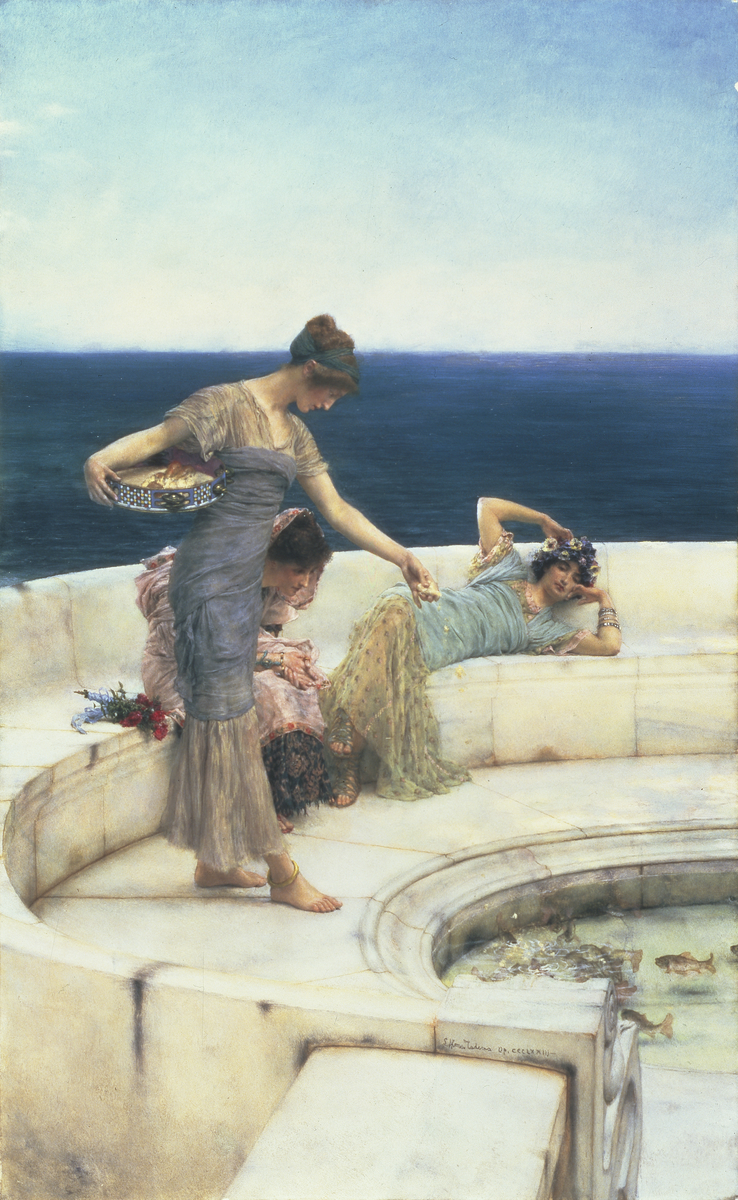

خلق آثار آلما تادما با گذشت زمان کاهش یافت، تا حدی به دلیل سلامتی، اما همچنین به دلیل وسواس او برای تزئین خانه جدیدش که در سال ۱۸۸۳ به آن نقل مکان کرد. جوایز فراوانی در طول راه، از جمله مدال افتخار در نمایشگاه جهانی پاریس در سال ۱۸۸۹ ، انتخاب به عضویت افتخاری انجمن نمایشی دانشگاه آکسفورد در سال ۱۸۹۰، و مدال طلای بزرگ در نمایشگاه بین‌المللی بروکسل در سال ۱۸۹۷. در سال ۱۸۹۹ او در انگلستان لقب شوالیه را دریافت کرد و هشتمین هنرمند قاره‌ای بود که این افتخار را دریافت کرد. او نه تنها به سازماندهی بخش بریتانیایی در نمایشگاه جهانی ۱۹۰۰ در پاریس کمک کرداو همچنین دو اثر را به نمایش گذاشت که موفق به دریافت دیپلم جایزه بزرگ شد. او همچنین در نمایشگاه جهانی سنت لوئیس در سال ۱۹۰۴ که در آن به خوبی نمایندگی و استقبال شد، کمک کرد.
پرتره آلما تادما
در این مدت آلما تادما در زمینه طراحی و تولید تئاتر بسیار فعال بود و بسیاری از لباس‌ها را طراحی کرد. او همچنین مرزهای هنری خود را گسترش داد و شروع به طراحی مبلمان کرد که اغلب از نقوش، تصاویر، منسوجات و قاب‌سازی پمپی یا مصری الگوبرداری می‌شد. در اواخر سال ۱۹۰۲ از مصر دیدن کرد. این علایق دیگر بر نقاشی‌های او تأثیر گذاشت، زیرا او اغلب برخی از طرح‌های مبلمان خود را در ترکیب بندی قرار می‌داد، و همچنین از بسیاری از طرح‌های خود برای لباس‌های سوژه‌های زنانه‌اش استفاده می‌کرد. آلما تادما در آخرین دوره خلاقیت خود به تولید نقاشی‌هایی ادامه داد که فرمول موفق زنان را در تراس‌های مرمر مشرف به دریا مانند آثار نقره‌ای (۱۹۰۳) تکرار می‌کرد. بین سال ۱۹۰۳ و مرگش، آلما تادما کمتر نقاشی کرد، اما همچنان نقاشی‌های جاه طلبانه ای مانند یافتن موسی (۱۹۰۴) تولید کرد.
در ۱۵ اوت ۱۹۰۹، همسر آلما تادما، لورا، در سن پنجاه و هفت سالگی درگذشت. مرد بیوه غمگین کمتر از سه سال از همسر دوم خود بیشتر عمر کرد. آخرین آهنگ اصلی او " آماده سازی در کولیزئوم" (۱۹۱۲) بود. در تابستان ۱۹۱۲، آلما تادما توسط دخترش آنا به آبگرم کایزرهوف، ویزبادن، آلمان همراه شد، جایی که قرار بود تحت درمان برای زخم معده قرار گیرد. او در ۲۸ ژوئن ۱۹۱۲ در سن هفتاد و شش سالگی در آنجا درگذشت. او در سرداب کلیسای جامع سنت پل در لندن به خاک سپرده شد.

## سبک هنری
آثار آلما تادما به دلیل نحوه نقاشی گل‌ها، بافت‌ها و مواد بازتابنده سخت، مانند فلزات، سفال‌ها، و به‌ویژه سنگ مرمر، قابل توجه هستند – در واقع، تصویر واقع‌گرایانه او از مرمر باعث شد تا او را «نقاش سنگ مرمر» خطاب کنند. کارهای او بخش اعظمی از اجرای خوب و رنگ درخشان استادان قدیمی هلندی را نشان می‌دهد.

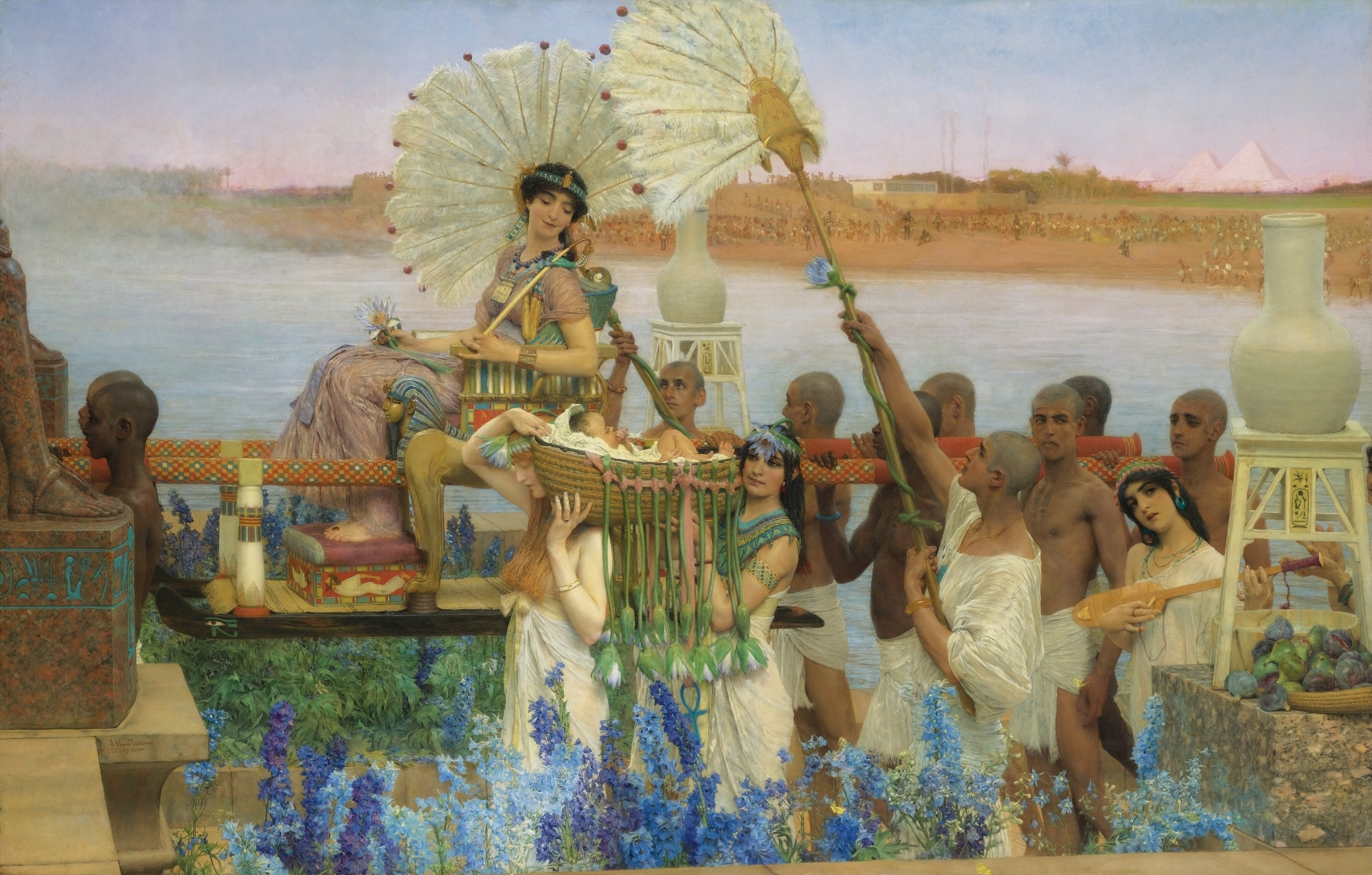
یافته شدن موسی ۱۹۰۴

آلما تادما از اوایل کار خود به‌طور خاص به دقت معماری توجه داشت، اغلب اشیایی را که در موزه‌ها می‌دید - مانند موزه بریتانیا در لندن - در آثارش. او همچنین کتاب‌های زیادی خواند و تصاویر زیادی از آنها گرفت. او تعداد زیادی عکس از مکان‌های باستانی ایتالیا جمع‌آوری کرد که برای دستیابی به دقیق‌ترین دقت در جزئیات ترکیب بندی‌های خود از آنها استفاده کرد.
آلما تادما یک کمال گرا بود. او سخت کار می‌کرد تا از نقاشی‌هایش حداکثر استفاده را ببرد، اغلب مکرراً قسمت‌هایی از نقاشی‌ها را قبل از اینکه آنها را با استانداردهای بالای خودش راضی کننده ببیند، دوباره کار می‌کرد. یکی از داستان‌ها حکایت از آن دارد که یکی از نقاشی‌های او رد شد و به جای نگه داشتن آن، بوم را به خدمتکاری داد که از آن به عنوان رومیزی استفاده می‌کرد. او به تمام جزئیات و خطوط معماری نقاشی‌هایش و همچنین تنظیماتی که به تصویر می‌کشید حساس بود. برای بسیاری از اشیاء نقاشی‌هایش، او با استفاده از گل‌های تازه‌وارد شده از سراسر قاره و حتی آفریقا، آنچه را که در مقابلش بود به تصویر می‌کشید. با عجله برای اتمام نقاشی‌ها قبل از مرگ گل‌ها. این تعهد به حقیقت بود که باعث شناخت او شد، اما همچنین باعث شد که بسیاری از منتقدان او نگرش‌های منفی نسبت به آثار تقریباً دایره المعارفی او اتخاذ کنند.
آثار آلما تادما با نقاشان سمبولیست اروپایی پیوند خورده‌است. به عنوان هنرمندی با شهرت بین‌المللی، می‌توان از او به‌عنوان تأثیرگذار بر چهره‌های اروپایی مانند گوستاو کلیمت و فرناند خنوف یاد کرد. هر دو نقاش نقوش کلاسیک را در آثار خود گنجانده‌اند و از ابزارهای ترکیب‌بندی نامتعارف آلما تادما مانند برش ناگهانی لبه بوم استفاده می‌کنند. آنها نیز مانند آلما تادما از تصاویر رمزگذاری شده برای انتقال معنا در نقاشی‌های خود استفاده می‌کنند.

## شهرت

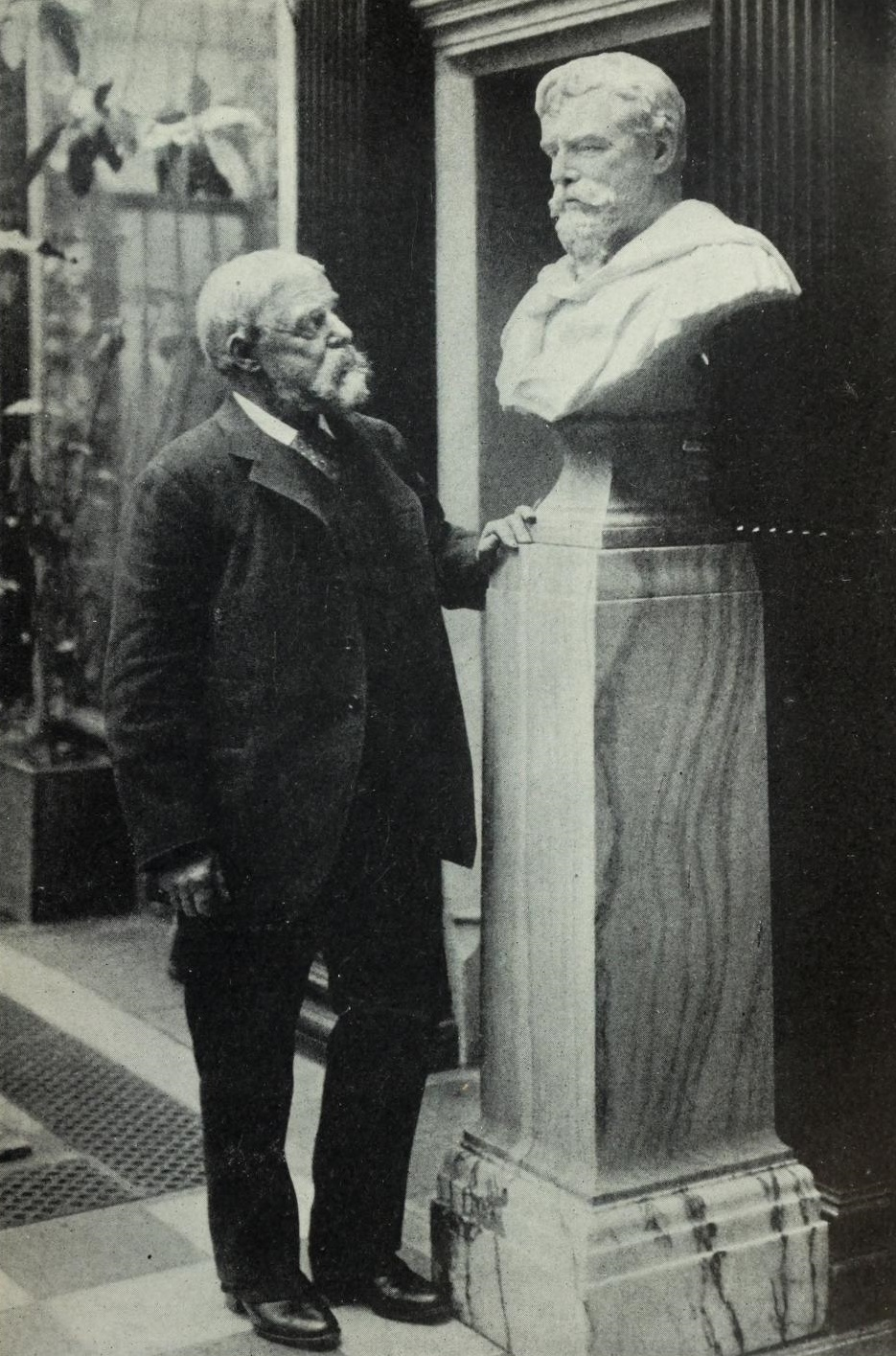
مجسمه آلما تادما

آلما تادما یکی از محبوب‌ترین نقاشان دوره ویکتوریایی به حساب می‌آید. او یکی از موفق‌ترین نقاشان از نظر مالی دوران ویکتوریا بود، اگرچه هرگز با ادوین هنری لندسیر مطابقت نداشت. برای بیش از شصت سال او دقیقاً همان چیزی را به مخاطبانش داد که می‌خواستند: نقاشی‌های متمایز و استادانه از افراد زیبا در محیط‌های کلاسیک. بازسازی‌های دقیق او از روم باستان، با مردان و زنان بی‌حالی که در مقابل سنگ مرمر سفید زیر نور خیره‌کننده خورشید قرار گرفته‌اند، نگاهی اجمالی به دنیایی به مخاطبانش می‌دهد که ممکن است روزی حداقل در تئوری، اگر نه در واقعیت، برای خود بسازند. مانند سایر نقاشان، حقوق بازتولیدبرای چاپ اغلب بیش از بوم ارزش داشت، و ممکن است یک نقاشی با حقوق آن هنوز در سال ۱۸۷۴ به قیمت ۱۰۰۰۰ پوند به گمبارت فروخته شود. بدون حقوق دوباره در سال ۱۹۰۳ فروخته شد، زمانی که قیمت‌های Alma-Tadema در واقع بالاتر بود، به قیمت ۲۶۲۵ پوند. قیمت‌های معمولی بین ۲۰۰۰ تا ۳۰۰۰ پوند در دهه ۱۸۸۰ بود، اما حداقل سه اثر بین ۵۲۵۰ تا ۶۰۶۰ پوند در دهه ۱۹۰۰ فروخته شدند. قیمت‌ها تا زمان فروپاشی عمومی قیمت‌های ویکتوریایی در اوایل دهه ۱۹۲۰ خوب ماندند، زمانی که به صدها کاهش یافت و تا دهه ۱۹۶۰ باقی ماندند. تا سال ۱۹۶۹ مجدداً به ۴۶۰۰ پوند رسید (اگرچه باید تأثیر تورم را با این ارقام مجاز دانست).
سال‌های آخر زندگی آلما تادما شاهد ظهور پست امپرسیونیسم، فوویسم، کوبیسم و فوتوریسم بود که او همه آنها را قبول نداشت. همان‌طور که شاگرد او جان کولیر نوشت، "غیر ممکن است که هنر آلما تادما را با هنر ماتیس، گوگن و پیکاسو تطبیق داد ."

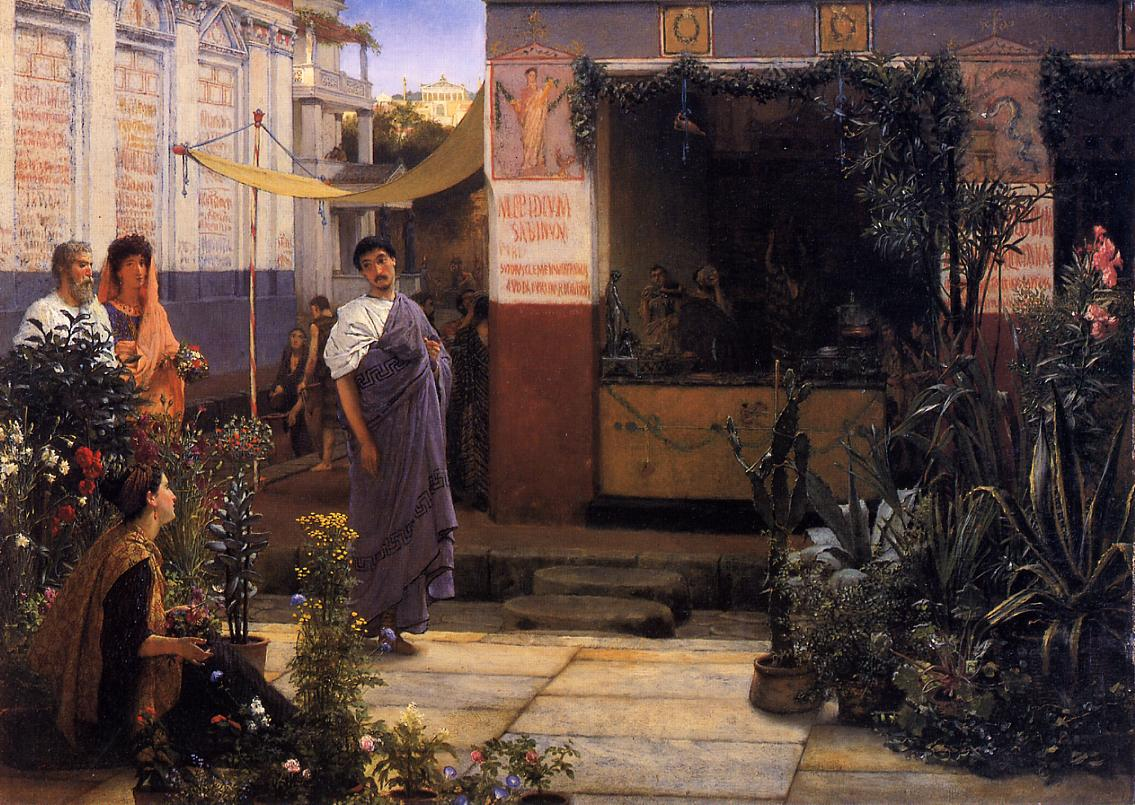
بازار گل رومیان۱۸۶۸

میراث هنری او تقریباً از بین رفت. از آنجایی که نگرش مردم به‌طور کلی و هنرمندان به‌طور خاص نسبت به احتمالات دستاوردهای بشری بدبین شد، نقاشی‌های او به‌طور فزاینده ای محکوم شد. جان راسکین او را «بدترین نقاش قرن نوزدهم» معرفی کرده بود و یکی از منتقدان حتی اظهار داشت که نقاشی‌های او «به اندازه کافی برای تزئین جعبه‌های بوربن ارزش دارند». پس از این مدت کوتاه که به‌طور فعال مورد تمسخر قرار می‌گرفت، او برای سال‌ها در گمنامی نسبی قرار گرفت. تنها از دهه ۱۹۶۰، آثار آلما تادما به دلیل اهمیت آن در قرن نوزدهم، و به‌طور خاص، در تکامل هنر انگلیسی، دوباره ارزیابی شد.
او اکنون مورد توجه چه کسی است؟ ] به عنوان یکی از اصلی‌ترین نقاشان کلاسیک با موضوع قرن نوزدهم که آثارش دقت و دقت دورانی را نشان می‌دهد که با تلاش برای تجسم گذشته مسحور شده بود که برخی از آن‌ها از طریق تحقیقات باستان‌شناسی در حال بازیابی بود.
تحقیقات دقیق باستان‌شناسی آلما تادما، از جمله تحقیق در مورد معماری رومی، منجر به استفاده از نقاشی‌های او به عنوان منبع اصلی توسط کارگردانان هالیوود در بینش آنها از جهان باستان برای فیلم‌هایی مانند عدم تحمل دی دبلیو گریفیث (۱۹۱۶)، بن هور (۱۹۲۶) شد. کلئوپاترا (۱۹۳۴) و مهم‌تر از همه، بازسازی حماسی ده فرمان (۱۹۵۶) توسط سیسیل بی. دمیل. در واقع، جسی لاسکی جونیور، یکی از نویسندگان در ده فرمان، توضیح داد که چگونه کارگردان به‌طور معمول چاپ‌های نقاشی آلما تادما را پخش می‌کند تا به طراحان صحنه خود ظاهری را که می‌خواست به دست آورد نشان دهد. طراحان گلادیاتور حماسی رومی برنده اسکار از نقاشی‌های آلما تادما به عنوان منبع اصلی الهام استفاده کردند. نقاشی‌های آلما تادما همچنین الهام‌بخش طراحی فضای داخلی قلعه کایر پاراوول در فیلم سال 2005 The Chronicles of Narnia: The Lion, the Witch and the Wardrobe بود.
در سال ۱۹۶۲، رابرت آیزاکسون، دلال آثار هنری نیویورک، اولین نمایش آثار آلما تادما را در پنجاه سال اخیر به نمایش گذاشت. در اواخر دهه ۱۹۶۰، احیای علاقه به نقاشی ویکتوریایی انگیزه پیدا کرد و تعدادی از نمایشگاه‌های پرمخاطب برگزار شد. آلن فونت ، خالق و مجری نسخه آمریکایی برنامه تلویزیونی Candid Camera، در زمانی که شهرت این هنرمند در قرن بیستم به حدی رسیده بود، مجموعه‌دار نقاشی‌های آلما تادما بود. در مدت نسبتاً چند سال، او ۳۵ اثر، حدود ده درصد از محصول آلما تادما، خرید. پس از سرقت Funt توسط حسابدارش (که متعاقباً خودکشی کرد)، او مجبور شد مجموعه خود را در Sotheby's لندن در نوامبر ۱۹۷۳ بفروشد. از این فروش، علاقه به Alma-Tadema دوباره بیدار شد.

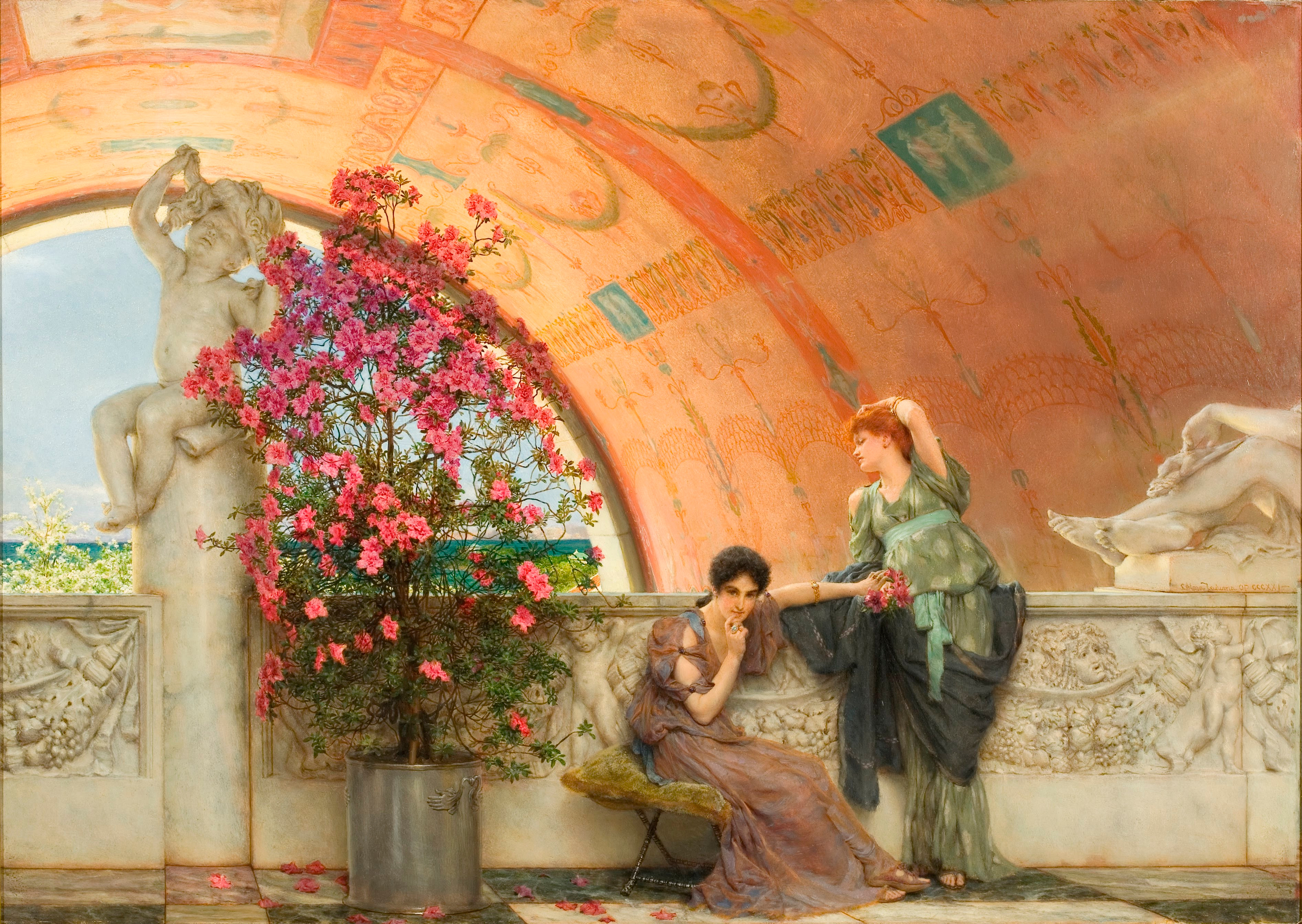
رقبای ناخود آگاه ۱۸۹۳

در سال ۱۹۶۰، گالری نیومن ابتدا سعی کرد یکی از مشهورترین آثار او، یافتن موسی (۱۹۰۴) را بفروشد، سپس (بدون موفقیت) بفروشد. خریدار اولیه ۵٬۲۵۰ پوند برای آن در زمان تکمیل آن پرداخت کرده بود، و فروش بعدی به قیمت ۸۶۱ پوند در سال ۱۹۳۵، ۲۶۵ پوند در سال ۱۹۴۲ بود، و در سال ۱۹۶۰ با قیمت ۲۵۲ پوند خریداری شد (که نتوانسته بود ذخیره خود را تأمین کند) اما زمانی که همان عکس در ماه مه ۱۹۹۵ در کریستیز نیویورک به حراج گذاشته شد، به قیمت ۱٫۷۵ میلیون پوند فروخته شد. در ۴ نوامبر ۲۰۱۰ به مبلغ ۳۵۹۲۲۵۰۰ دلار در ساتبیز نیویورک به یک مناقصه نامعلوم فروخته شد که هم برای یک اثر آلما-تادما و هم برای یک نقاشی ویکتوریایی یک رکورد جدید بود. در ۵ مه ۲۰۱۱، ملاقات آنتونی و کلئوپاترا: ۴۱ قبل از میلاددر همان خانه حراج به قیمت ۲۹٫۲ میلیون دلار فروخته شد.
The Tepidarium اثر Alma-Tadema (1881) در کتاب ۱۰۰۱ نقاشی که باید قبل از مرگ ببینید در سال ۲۰۰۶ گنجانده شده‌است. جولیان تروهرز، نگهبان گالری‌های هنری در موزه‌های ملی لیورپول، آن را به‌عنوان «تصویر نفیس نقاشی‌شده…» توصیف می‌کند که «حمل شهوانی شدیدی است که برای نقاشی‌های برهنه ویکتوریایی نادر است».

## نقد دیگران بر آثار او
کلایو بل منتقد هنری فرمالیست انگلیسی و از اعضا گروه بلومزبری دربارهٔ یکی از معروف‌ترین نقاشی‌های او یعنی تابلو «دکتر واشینگتن اپس، دکتر من»، می‌گوید: «این تابلو بارزترین نمونه از نقاشی‌های توصیفی است و نمی‌توان آن را یک اثر هنری دانست. در این نقاشی فرم به عنوان ابژه یک حس به کار گرفته نشده، بلکه صرفاً ابزاری شده برای طرح حس‌ها و همین نکته برای بی ارزش شدن آن کافی است. … زیرا حسی که طرح می‌کند دروغین است … در اینجا نه با ترحم روبروییم و نه با تمجید بلکه صرفاً در حس رضایت از وضعیت ترحم برانگیز بیمار در یک سو و فتوت پزشک در سوی دیگر روبروییم.»

## نگارخانهٔ آثار

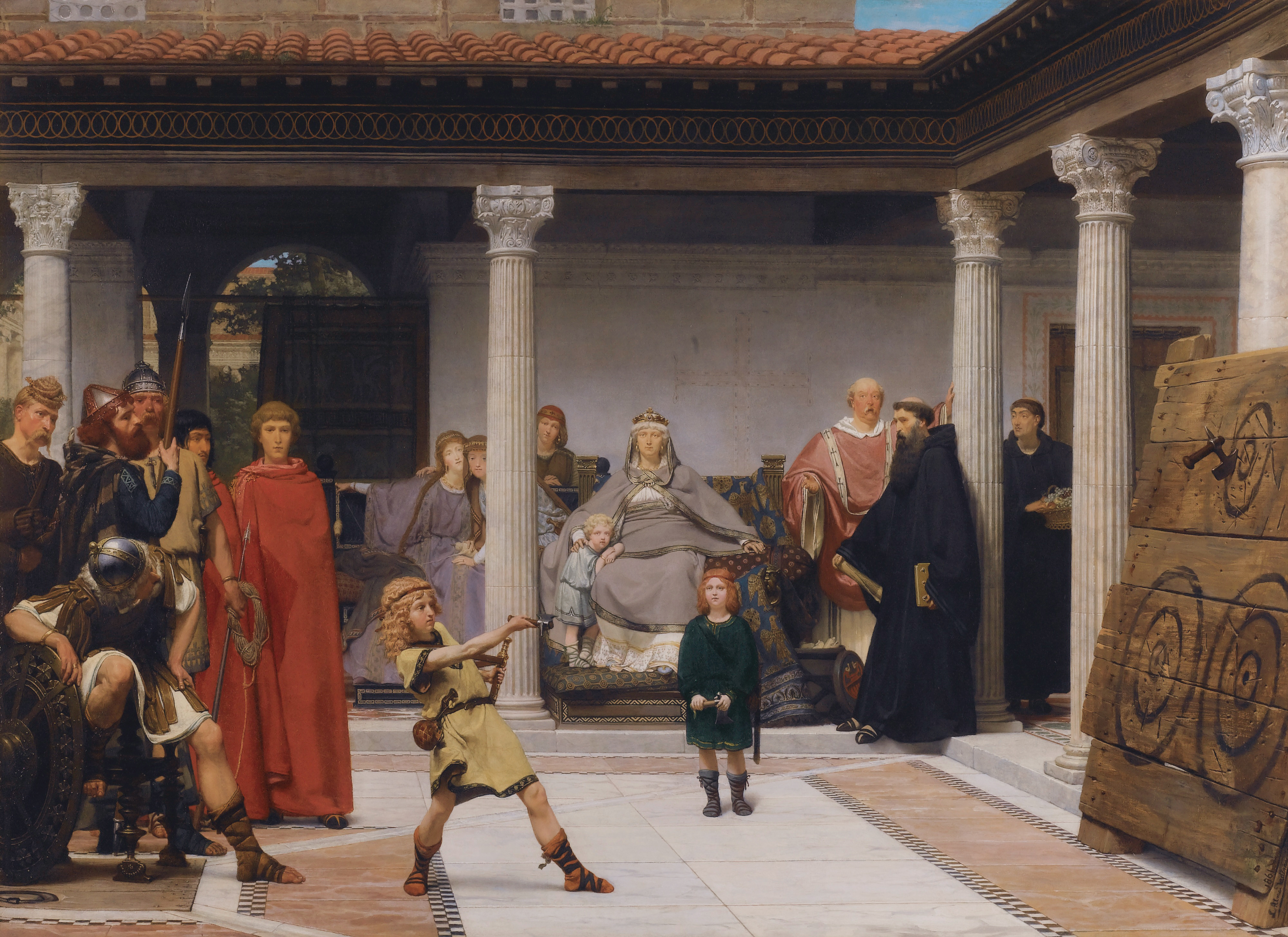
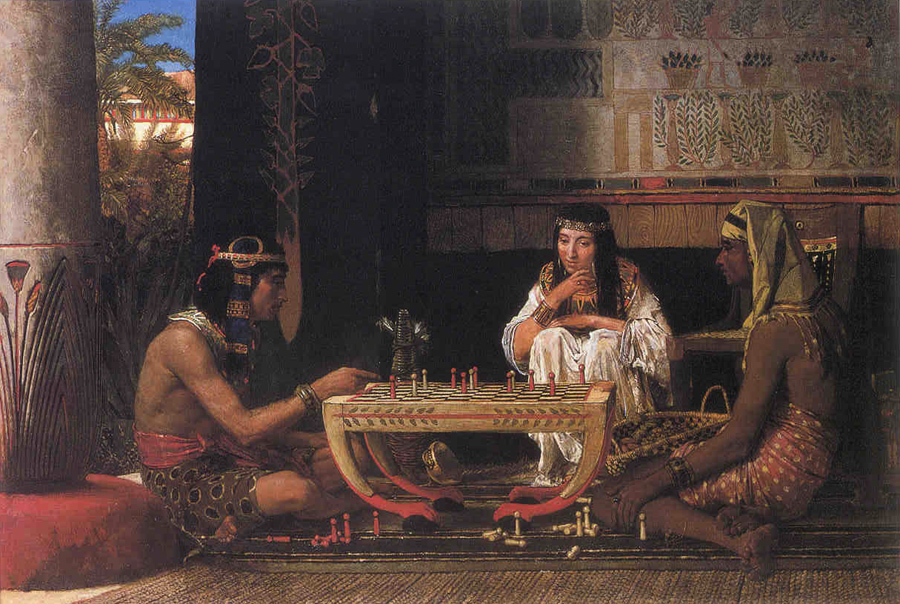
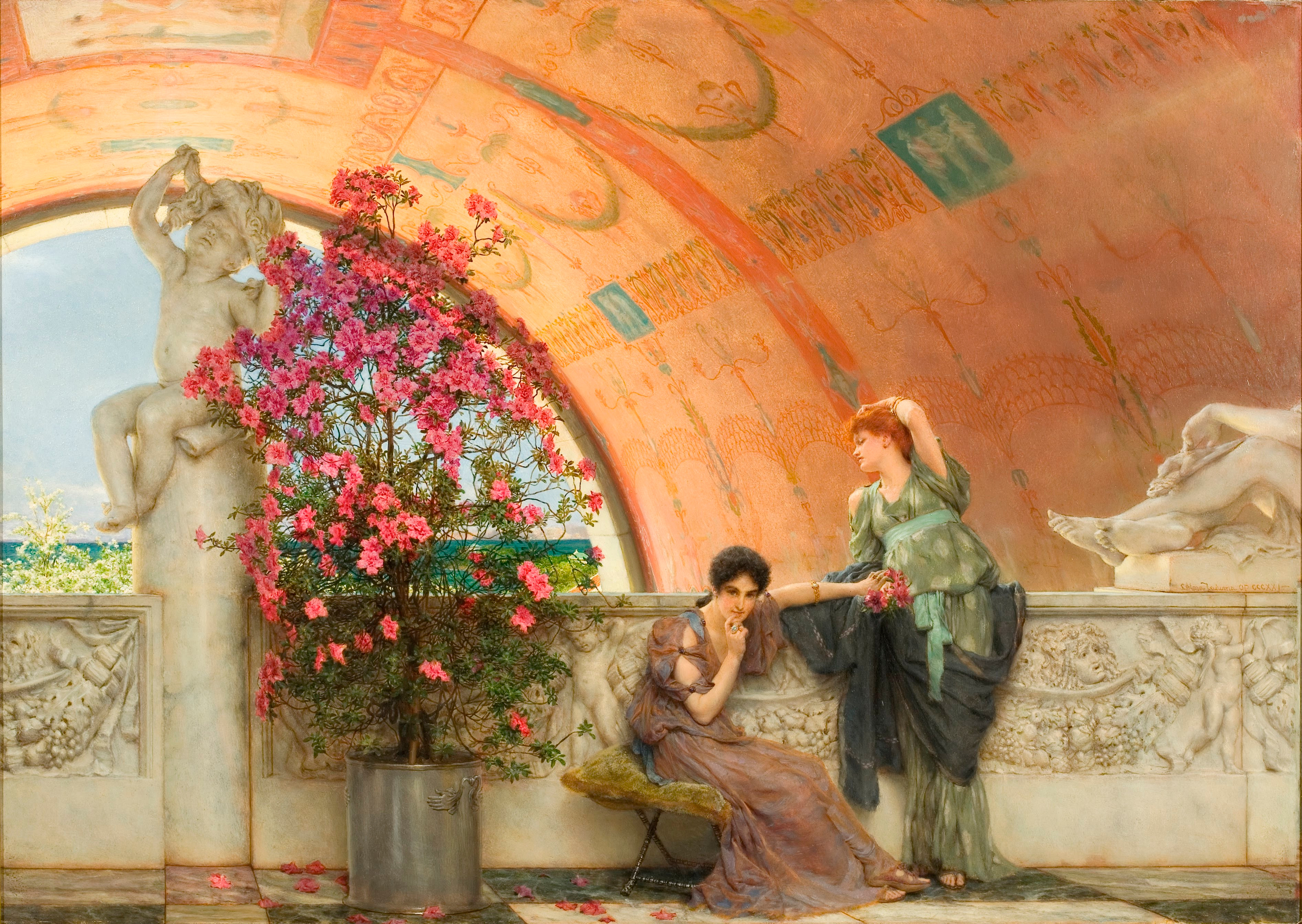
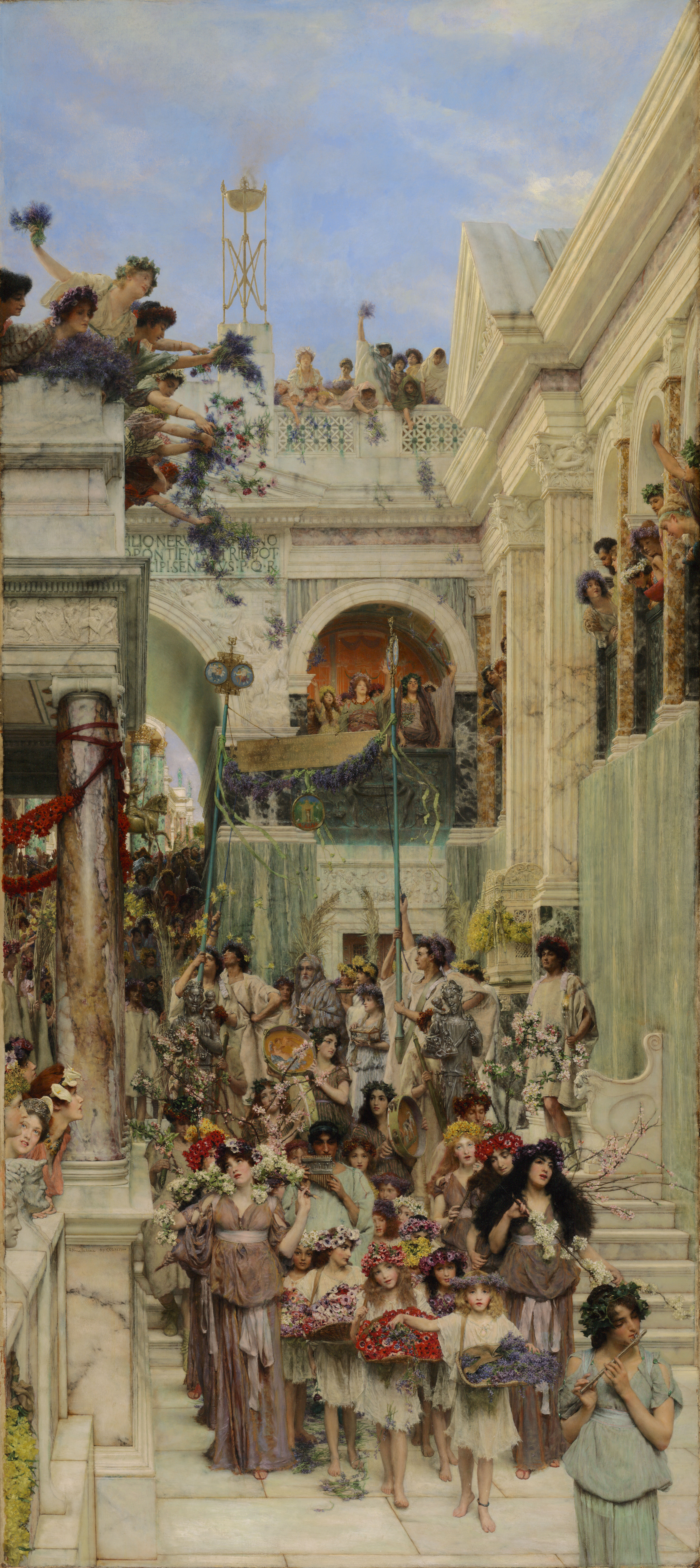
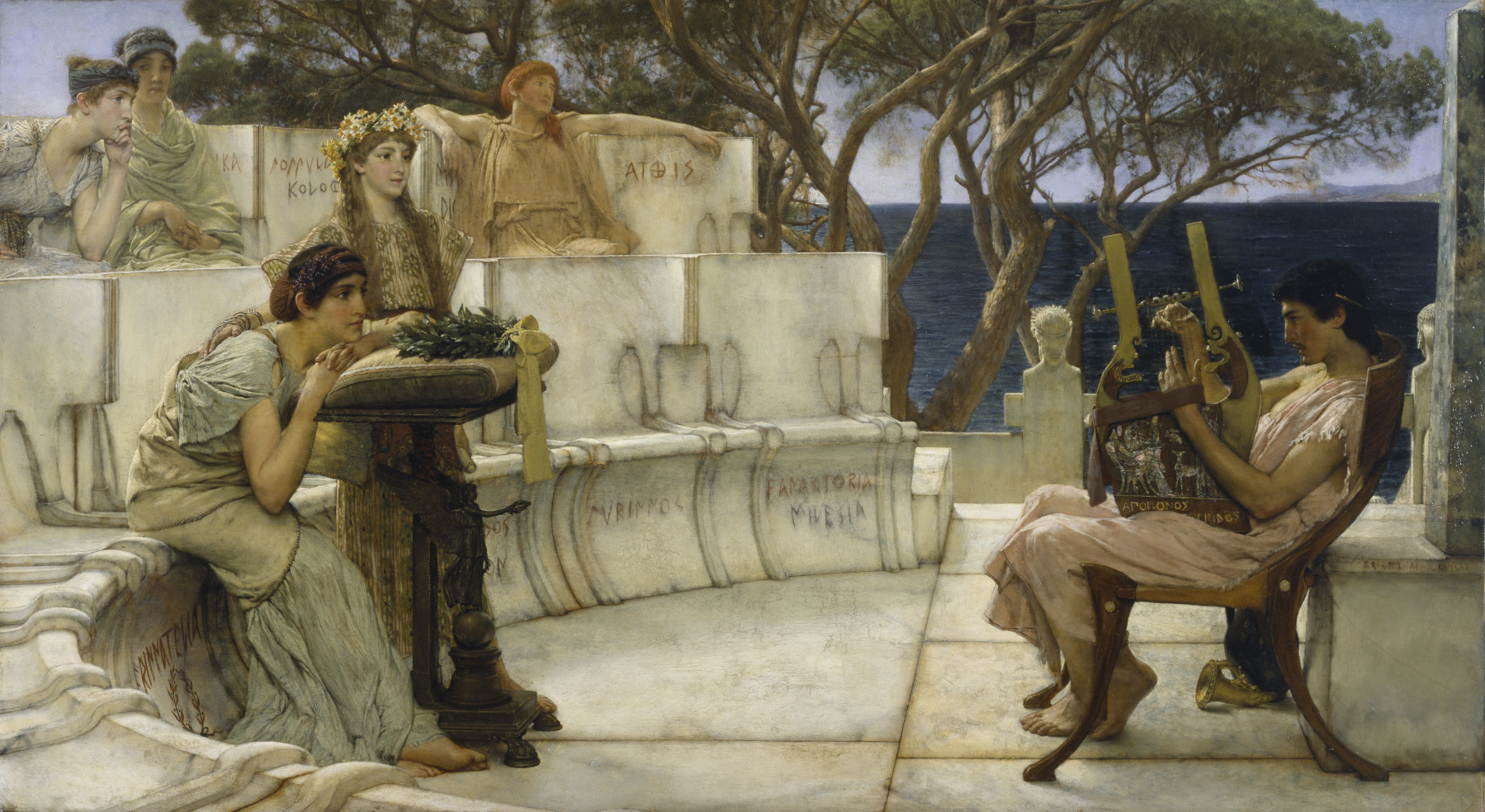
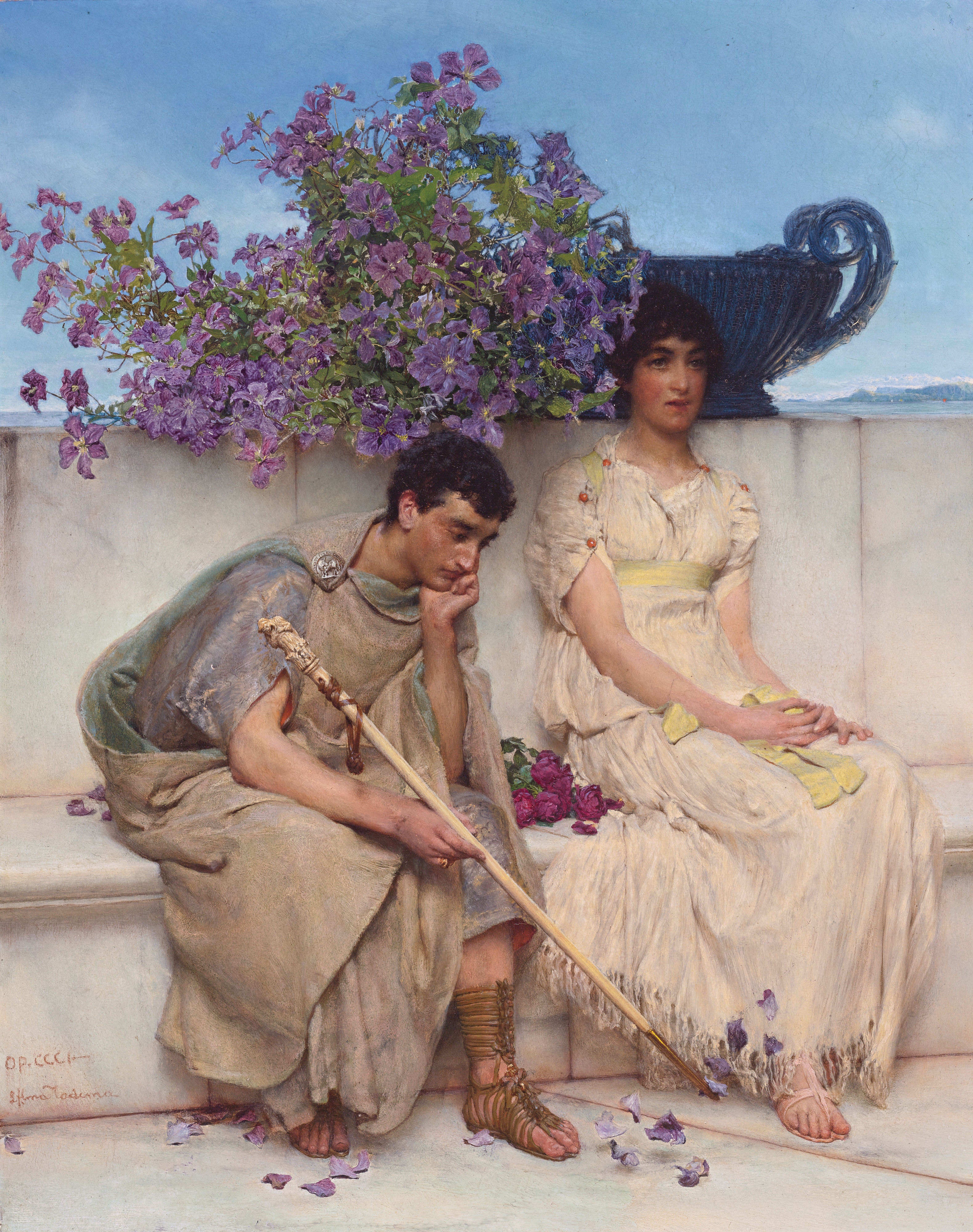